# 张大宁
张大宁（1944年9月—），男，汉族，天津人，中华人民共和国中医肾病学家、政治人物，中国农工民主党中央委员会副主席，第十一届全国政协委员。

## 生平
2006年接替赵克正出任中国农工民主党天津市委员会主任委员。2008年，当选第十一届全国政协常务委员，代表中国农工民主党，分入第十组。并担任教科文卫体委员会副主任。
2014年被评为第二届国医大师。